# 2006 ve fotografii

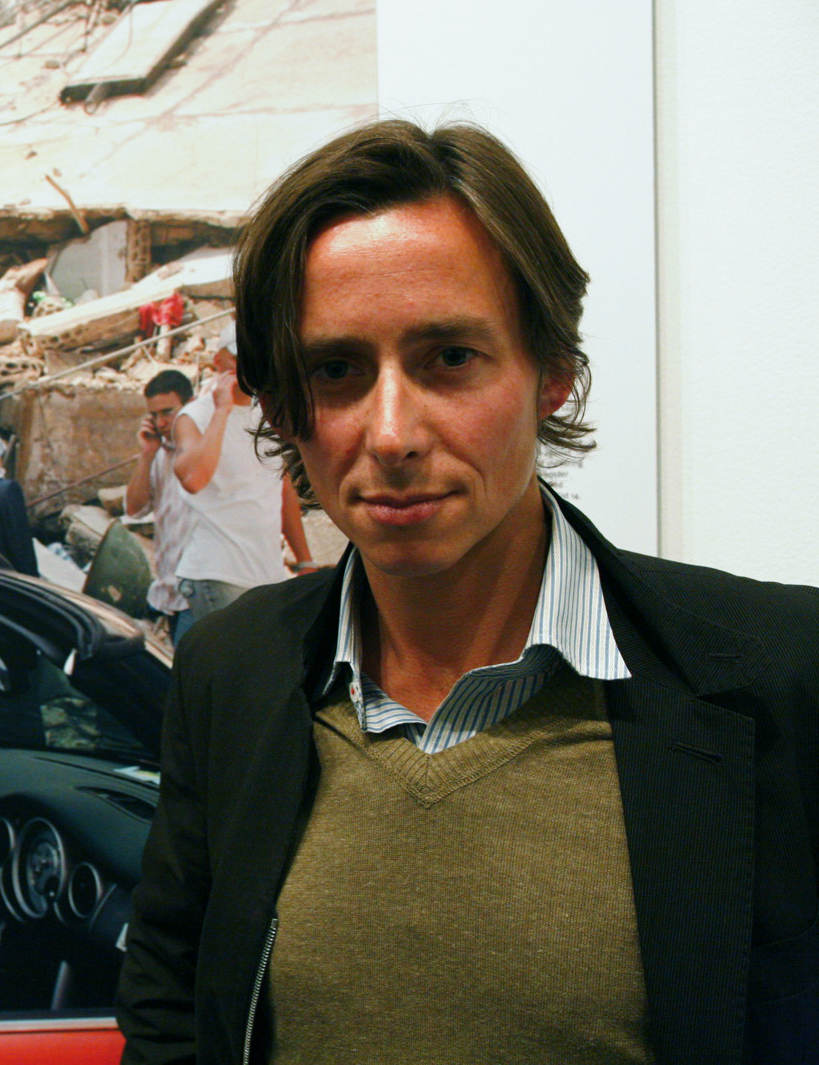
Spencer Platt získal cenu WPP

Tento článek obsahuje významné fotografické události v roce 2006.

## Události
- Firma Dalsa vyrobila 111 megapixelový CCD senzor, který měl v té době největší rozlišení na světě.[1]
- Společnost Polaroid oznámila zastavení výroby produktů pro klasickou fotografii z důvodu převahy digitálních technologií.[2]

- Měsíc fotografie Bratislava 2006

- Mezinárodní festival fotografie v Lodži, květen
- kongres Fédération photographique de France, červen
- Rencontres d'Arles červenec–září
- Festival international de la photo animalière et de nature, Montier-en-Der, každý třetí čtvrtek v listopadu
- Salon de la photo, Paříž, listopad
- Mois de la Photo, Paříž, listopad
- Paris Photo, listopad

- Nordic Light, Kristiansund

- Month of Photography Asia, Singapur
- 28. kongres FIAP – Chengdu, Čína

## Ocenění

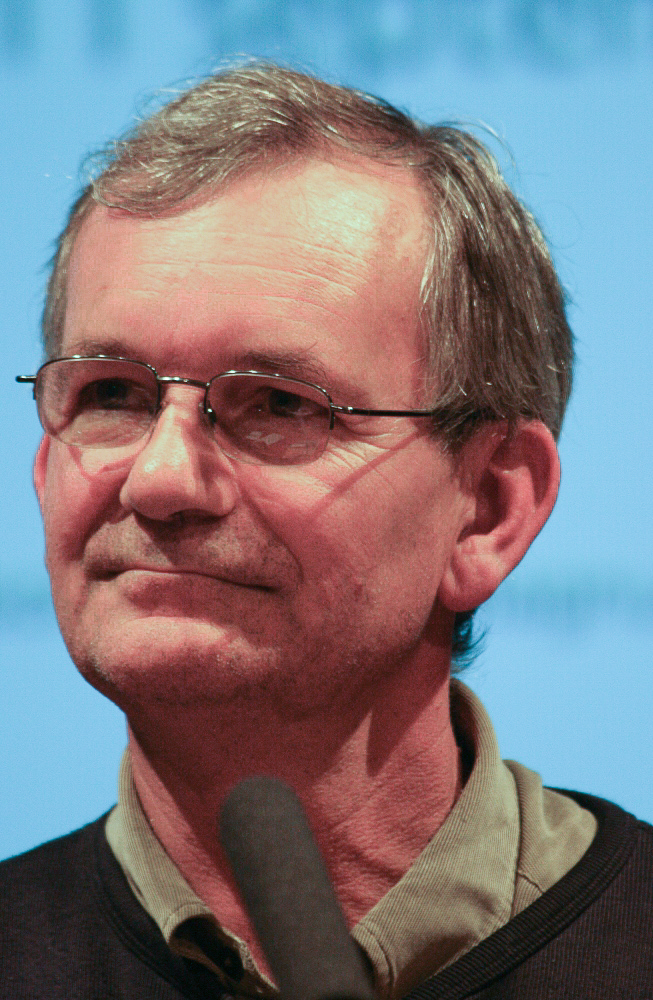
Martin Parr získal cenu Ericha Salomona v tomto roce

- Czech Press Photo – Michal Čížek, AFP, Jak dál? Porada vrcholných politiků po volbách, Praha, 6. června 2006

- World Press Photo – Spencer Platt

- Prix Niépce – Juki Onodera
- Prix Nadar – Henri Cartier-Bresson, Scrapbook, vydavatel Steidl
- Prix Arcimboldo – Nicolas Moulin
- Cena Henriho Cartier-Bressona – cena se tento rok neudělovala
- Prix HSBC pour la photographie – Marina Gadonneix a duo Clark a Pougnaud
- Prix Bayeux-Calvados des correspondants de guerre
- Grand Prix Paris Match du photojournalisme – Olivier Laban-Mattei pour La prise de la Sorbonne et manifs des étudiants à Paris, mai 2006[3]
- Prix Canon de la femme photojournaliste – Véronique de Viguerie
- Prix Picto – Elene Usdin (vítěz), Henrike Stahl (zvláštní cena)
- Prix Voies Off – Laetitia Tura
- Prix Roger-Pic – Alain Turpault za sérii s názvem Des orages isolés éclatent sur tout le relief

- Cena Oskara Barnacka – Tomas Munita, (Chile)
- Cena Ericha Salomona – Martin Parr
- Cena za kulturu Německé fotografické společnosti – Ed Ruscha
- Cena Hansely Miethové – Cena nebyla udělena

- Davies Medal – Lindsay MacDonald

- Cena Ansela Adamse – Gary Braasch
- Cena W. Eugena Smithe – Paolo Pellegrin
- Zlatá medaile Roberta Capy – Paolo Pellegrin, Magnum, True Pain: Israel & Hizbullah
- Cena Inge Morath – Jessica Dimmock
- Infinity Awards
- Pulitzerova cena
  -  Pulitzer Prize for Breaking News Photography – Fotografové Dallas Morning News, „za jejich živé fotografie zachycující chaos a bolest po hurikánu Katrina, který zachvátil New Orleans.“ (citace, fotografie)
  -  Pulitzer Prize for Feature Photography – Todd Heisler, Rocky Mountain News, „za jeho zákulisní pohled pohřbů Coloradské námořní pěchoty, kteří se vrátili z války v Iráku v rakvích.“ (obrázky)

- Cena Higašikawy – Ketaki Seth, Risaku Suzuki, Emi Anrakudži, Osamu Wataja
- Cena za fotografii Ihei Kimury – Naoki Hondžó (本城 直季), Kajo Ume (梅 佳代)
- Cena Kena Domona – Hideaki Učijama (内山 英明) za JAPAN UNDERGROUND III
- Cena Nobua Iny – Čihiro Minato
- Cena Džuna Mikiho – Naoki Išikawa (石川 直樹) za The Void
- Cena inspirace Džuna Mikiho – Kazutomo Taširo (田代 一倫) A Drifting Generation Filled with Anxiety Júsuke Hišida (菱田 雄介) za cyklus Naše škola

- Prix Paul-Émile-Borduas – ?
- Fotografická cena vévody a vévodkyně z Yorku – Karen Ostrom

- Národní fotografická cena Španělska – Pablo Pérez-Mínguez

- Hasselblad Award – David Goldblatt
- Švédská cena za fotografickou publikaci – Anna Clarénová za cyklus Holding
- Cena Lennarta Nilssona – Satoši Kuribajaši
- Cena Roswithy Haftmann – Peter Fischli a David Weiss

## Úmrtí v roce 2006

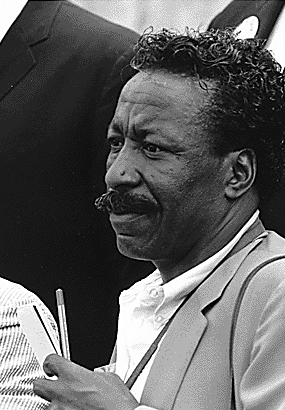
V tomto roce zemřel americký fotograf Gordon Parks

- 27. ledna – Tana Hoban, 88, americká fotografka dětí, autorka více než 110 dětských knížek.[4]
- 7. března – Gordon Parks, 93, americký fotograf společnosti Farm Security Administration (FSA).
- 18. března – Dan Gibson, kanadský fotograf, kameraman a zvukař (* 19. ledna 1922)
- 25. března – Bob Carlos Clarke, 55, irský fotograf, sebevražda.[5]
- 30. března – Philip Hyde, 84, americký fotograf divoké přírody.[6]
- 3. dubna – Tom Abercrombie, 75, americký fotograf National Geographic, komplikace při operaci srdce.[7]
- 7. dubna – Roger Rössing, německý fotograf, spisovatel a publicista (* 1. března 1929)
- 15. dubna – Raúl Corrales, 81, kubánský fotograf.[8]
- 23. dubna – William P. Gottlieb, 89, americký portrétní fotograf.
- 29. dubna – John C. Trever, 90, americký učenec, který fotografoval Svitky od Mrtvého moře v Jeruzalémě.[9]
- 8. května – Iain Macmillan, britský fotograf.
- 15. května – Bill Strode, 69, americký fotograf a držitel Pulitzerovy ceny, rakovina.[10]
- 29. května – Peter Borsari, 67, americko-švýcarský fotograf celebrit, komplikace po operaci kolenního kloubu.[11]
- 30. května – Slim Aarons, americký fotograf, mrtvice.[12]
- 6. června – Arnold Newman, 88, americký fotograf, pionýr „portrétu v prostředí“.[13]
- 16. června – Roland Boyes, 69, britský politik a fotograf, Alzheimerova choroba.[14]
- 25. června – Seema Aissen Weatherwax, 100, ukrajinská fotografka.[15]
- 7. července – Catherine Leroy, 61, francouzská válečná fotografka, válka ve Vietnamu, Life, rakovina plic.[16]
- 13. července – Michael Busselle, anglický fotograf, cestovatel a spisovatel (* 4. listopadu 1935)
- 14. července – Pepe Fernándezová, argentinská spisovatelka, pianistka a fotografka žijící ve Francii (* 16. prosince 1928)
- 14. července – Heinrich Heidersberger, 100, německý fotograf.[17]
- 24. července – Magdaléna Robinsonová, 82, slovenská umělecká fotografka, portrétistka, ilustrátorka, reportérka, v její tvorbě se zrcadlí hrůzy války, které ji zasáhly pronásledováním z rasových důvodů (* 17. května 1924)[18]
- 17. srpna – Masumi Hayashi (Hajaši), 60, americký fotograf, zastřelen.[19]
- 19. srpna – Šihači Fudžimoto, japonský fotograf (* 1911)
- 20. srpna – Joe Rosenthal, 94, americký fotograf, vítěz Pulitzerovy ceny, (Vztyčování vlajky na Iwodžimě), přirozená smrt.[20]
- 22. srpna – Frank Lennon, 79, kanadský fotograf.[21]
- 26. srpna – William Garnett, 89, americký letecký fotograf.[22]
- 28. srpna – Michael Richard, 58, americký fotograf, rakovina.[23]
- 4. září – James Fee, 56, americký fotograf, rakovina.[24]
- 6. září – Warren Bolster, 59, americký surfař a sportovní fotograf, zastřelen.[25]
- 19. září – Martha Holmes, 83, americká fotografka časopisu Life, přirozená smrt.[26]
- 2. října – Oldřich Karásek, 66, český fotograf, dopravní nehoda.
- 1. listopadu – Mark Borisovič Markov-Grinberg, sovětský fotograf, výtvarný fotograf a fotoreportér zpravodajské agentury TASS (* 7. listopadu 1907)
- 29. listopadu – Leonard Freed, 77, americký fotožurnalista a člen Magnum Photos.[27][28][29]
- 1. prosince – Zbigniew Brym, polský plukovník, fotograf a novinář, Varšavské povstání 1944 (* 1. února 1919)
- 7. prosince – Chris Nelson, 46, americký fotograf, srdeční příhoda.[30]
- 18. prosince – Ruth Bernhardová, 101, americká fotografka, přirozená smrt.[31]
- 27. prosince – Richard Dean, 50, americký model, fotograf a TV moderátor (Cover Shot), rakovina slinivky.[32]
- ? – Banri Namikawa, japonský fotograf (* 1931)
- ? – Janina Mokrzycka, polská umělkyně a fotografka, členka a předsedkyně Svazu polských uměleckých fotografů, vlastní fotografický ateliér v Katovicích, Nowém Targu, Varšavě a kanadském Torontu, fotografie aktů, portrétů a květin (* 1911)
- ? – Fernell Franco, kolumbijský fotograf, průkopník na poli umělecké fotografie v zemi (* 20. června 1942 – 2. ledna 2006)

## Výročí
Sté výročí narození
- 27. prosince – Andreas Feininger, americký fotograf (27. prosinec 1906 – 18. únor 1999)

Sté výročí úmrtí
- Andrej Osipovič Karelin, ruský fotograf (16. července greg. / 4. července jul. 1837 – 12. srpna 1906)